# Tử hình ở Maldives
Hình phạt tử hình là một hình phạt hợp pháp ở Maldives, nhưng vụ xử tử cuối cùng (kể từ tháng 5 năm 2018) được thực hiện vào năm 1954, khi đất nước này còn là thuộc địa của Anh. 
Phương pháp thực hiện duy nhất là tiêm thuốc độc, mặc dù treo cổ cũng được đề xuất. Các tội phạm bị trừng phạt bằng cái chết bao gồm giết người, ngoại tình, bội giáo, khủng bố và phản quốc - tuy nhiên hình phạt này không bắt buộc đối với bất kỳ tội phạm nào. Hình phạt tử hình là hình phạt pháp lý đối với các bị cáo trên bảy tuổi. 
Hiện tại, người ta tin rằng có khoảng 17-20 cá nhân bị kết án tử hình ở Maldives, 13 trong số đó đã bị kết án vào năm 2013. 
Năm 2016, kẻ giết người Hussain Humaam Ahmed đã được lên kế hoạch xử tử bằng cách tiêm thuốc độc ở Maldives, nhưng vụ xử tử đã bị hoãn lại sau những lời kêu gọi quốc tế vì sự khoan hồng.  Vào cuối tháng 7 năm 2017, một ngày hành quyết khác đã được lên kế hoạch cho Ahmed và Maldives tuyên bố rằng họ dự định thực hiện vụ hành quyết của anh ta và vụ hành quyết hai người khác vào tháng 9 năm 2017. Không rõ lý do, các vụ hành quyết cuối cùng không được thực hiện.  Một phát ngôn viên của chính phủ Maldives tuyên bố sự chậm trễ trong các vụ hành quyết sẽ được giải quyết vào ngày 8 tháng 10 năm 2017.  Một lần nữa, vụ hành quyết lại không thể diễn ra như kế hoạch. 
Maldives đã bỏ phiếu chống lại lệnh cấm của Liên Hợp Quốc về án tử hình vào năm 2007 và 2008, sau đó bỏ phiếu ủng hộ lệnh cấm năm 2010, sau đó từ chối bỏ phiếu vào năm 2012 và 2014, và sau đó bỏ phiếu chống lại nó vào năm 2016 và 2018. 
Năm 2018, có thông tin rộng rãi rằng Maldives sẽ tái lập lại án tử hình.  